# 2-Pyridincarbonitril
2-Pyridincarbonitril ist eine chemische Verbindung aus der Gruppe der Pyridine und Nitrile.

## Vorkommen
2-Pyridincarbonitril kommt in Tabakrauch vor.

## Gewinnung und Darstellung
2-Pyridincarbonitril kann durch Dampfphasen-Ammoxidation von 2-Methylpyridin mit Ammoniak in Gegenwart von Luft gewonnen werden.

## Eigenschaften
2-Pyridincarbonitril ist ein hellbrauner Feststoff, der löslich in Wasser ist.

## Verwendung
2-Pyridincarbonitril wird als wichtiges chemisches Zwischenprodukt für Rimiterolhydrobromid und als Bronchodilatator eingesetzt. Es wird auch als Zwischenprodukt für Pharmazeutika sowie für Farbstoffe und Pigmente verwendet und dient als Vorläufer des jeweiligen Amidats zur Proteinmodifikation durch Amidierung.

## Externe Links zu erwähnten Verbindungen
1. ↑  Externe Identifikatoren von bzw. Datenbank-Links zu Rimiterolhydrobromid:  CAS-Nr.: 31842-61-2, EG-Nr.: 250-834-6, ECHA-InfoCard: 100.046.198, PubChem: 70685132, ChemSpider: 28528667, Wikidata: Q27280283.